# Arctopsyche californica
Arctopsyche californica là một loài Trichoptera trong họ Hydropsychidae. Chúng phân bố ở miền Tân bắc.